# Cornelia Gröschel
Cornelia Gröschel (Dresde, 1 de diciembre de 1987) es una actriz alemana. 

## Biografía
Cornelia Gröschel creció como una de cuatro hijos en una familia artística en Dresde. Su padre es un cantante y un profesor de voz, su madre es un ballet répétiteur. Como niña, Cornelia solicitó un papel en la serie de televisión In aller Freundschaft y desde 1998 se pudo ver a Franzi Moers en los episodios 2 a 16. En 2001, apareció en el papel principal en la adaptación cinematográfica de Markus Imboden de Heidi. Después de una estancia de diez meses en Sudáfrica y de graduarse en el gimnasio St. Benno en Dresden-Johannstadt, de 2007 a 2011 estudió actuación en la Universidad de Música y Teatro "Félix Mendelssohn Bartholdy" de Leipzig. Durante su estudio, tuvo apariciones como invitado en el Neues Theatre Halle. En 2010 interpretó a Juliet en Romeo y a Julieta en el Hexenkessel Hoftheater en el Monbijoupark, Berlín. Desde septiembre de 2011 forma parte del grupo de Badisches Staatstheater Karlsruhe. En 2012 fue nominada para el Premio a la Joven Actriz del Año ( de ) por el papel de Madre en la producción teatral de la obra de Peter Handke Immer noch Sturm (Still Storm).
Otros papeles protagonistas de Cornelia Gröschel en la televisión incluyen un episodio de 2006 de la serie de crimen Polizeiruf 110 titulado Schneewittchen (Snow White), un papel protagonista en el cuento ZDF de 2012 Die Schöne und das Biest, y en la satírica comedia Lerchenberg, de 2013 también en ZDF.

## Filmografía
| Año       | Título                             | Tipo                    | Episodio (si aplicable)                                                                                        | Función                                                         |
| --------- | ---------------------------------- | ----------------------- | --- | --------------------------------------------------------------- |
| 1998      | Heimatgeschichten                  | Serie de televisión     | Ein rettender Engel (1998)                                                                                     | Marie                                                           |
| 1999      | SchloßHotel Orth                   | Serie de televisión     | Spurensuche (1999)                                                                                             | Clara                                                           |
| 1999      | Das Geheimnis                      | Corto                   | | Janina                                                          |
| 2000      | Einmal Himmel und retour           | Película de televisión  | | Kim Jacobsen                                                    |
| 2001      | Klinik unter Palmen                | Serie de televisión     | Stunden der Entscheidung (2001) Tränen und Tequila (2001) Gebrochene Herzen (2001)                             | Jasmin Dahl                                                     |
| 2001      | Heidi(de)                          | Película                | | Heidi Caduff (función de título)                                |
| 2002      | Lilly unter den Tilo(de)           | Película de televisión  | | Lilly Engelhardt                                                |
| 2003      | Hilfe, ich cubo Millionär          | Película de televisión  | | Sandra Massmann                                                 |
| 2003      | Für immer verloren                 | Película de televisión  | | Julia Invierno                                                  |
| 2004      | Experimento Bootcamp               | Película de televisión  | | Lena                                                            |
| 2006      | Tornado                            | Película de televisión  | | Tine Schütte                                                    |
| 2006      | Abschnitt 40                       | Serie de televisión     | Schutzbehauptung (2006)                                                                                        | Jule Gönnert                                                    |
| 2007      | Seduciendo Mi Marido               | Película de televisión  | | Jamie Henning                                                   |
| 2009      | Liebling, weck dado Hühner auf(de) | Película de televisión  | | Lisa Teuffel                                                    |
| 2012      | Dado Schöne und das Biest(de)      | Película de televisión  | | Elsa (función de título)                                        |
| 2013      | Lerchenberg(de)                    | Serie de televisión     | Todo 4 episodios:Das Wunder (2013) Sascha hautnah (2013) Du bist, era du isst (2013) Ein Caída für Zwei (2013) | Judith Kleine                                                   |
| 2006–2013 | Polizeiruf 110                     | Serie de televisión     | Schneewittchen(de) (2006) Der verlorene Sohn (2013)                                                            | Anja Wilke (2006) Lisa (2013)                                   |
| 1998–2013 | En aller Freundschaft              | Serie de televisión     | Episodios múltiples, 11 en totales(1998–1999, 2005, 2013)                                                      | Franzi Moers (1998–1999) Sina Bach (2005) Daniela Seibel (2013) |
| 2014      |                                    | Serie de televisión     | Licht ins Dunkel (2014)                                                                                        | Hanne Seidel                                                    |
| 2015      | Eine wie diese                     | Película de televisión  | | Siggi Thieme                                                    |
| 2015      | Silvia S.                          | Película                | | Caro Gisecke                                                    |
| 2015      | Nele En Berlín                     | Película de televisión  | | Nele Schiller (Función de título)                               |
| 2015      | Dengler - Dado letzte Flucht       | Miniserie de televisión | | Jasmin Berna                                                    |
| 2020      | Freaks: You're One of Us           | Película de Netflix     | | Wendy                                                           |